# Little Big
Little Big — російський панк-рейв-гурт зі Санкт-Петербурга. Мали представляти Росію на Євробаченні 2020 року з піснею «Uno».

## Історія
Колектив дебютував 1 квітня 2013 року відеокліпом на пісню «Every Day I'm Drinking» на YouTube. 2 червня того ж року у клубі «А2» вони здійснили перший публічний виступ на розігріві у «Die Antwoord».
Перший альбом групи «With Russia From Love» випущено 17 березня 2014-го. 19 грудня 2015 року гурт випустив другий альбом — «Funeral Rave». Він посів 8-е місце в чарті російського iTunes за 52-й тиждень 2015 року і п'яте — в Google Play. 21 вересня 2016 зіграли концерт з групою The Hatters.

## Дискографія

#### Студійні альбоми
- 2014 — With Russia From Love[6]
- 2015 — Funeral Rave[7]
- 2018 — Antipositive, Pt. 1
- 2018 — Antipositive, Pt. 2

#### EP
- 2017 — «Rave On»
- 2019 — «Go Bananas»

#### Сингли
- 2013 — «Everyday I'm Drinking»[8]
- 2014 — «Dead Unicorn»[9]
- 2015 — «Kind Inside Hard Outside»[10]
- 2016 — «Give Me Your Money» (feat. Tommy Cash)[11]
- 2017 — «Lolly Bomb»[12]

#### Відеокліпи
- 2013 — «Everyday I'm Drinking»[13]
- 2013 — «We Will Push The Button»[14]
- 2013 — «Russian Hooligans»[15]
- 2013 — «Life In Da Trash»[16]
- 2014 — «Public Enemy»[17]
- 2014 — «Dead Unicorn»[18]
- 2014 — «With Russia From Love»[19]
- 2015 — «Kind Inside, Hard Outside»[20]
- 2015 — «Give Me Your Money» (feat. Tommy Cash)[21]
- 2016 — «Big Dick»[22]
- 2016 — «Hateful Love»[23]
- 2016 — «Polyushko Polye»[24]
- 2017 — «U Can Take»[25]
- 2017 — «Rave On»[26]
- 2017 — «LollyBomb»[27]
- 2018 — «Punks Not Dead»
- 2018 — «Faradenza»
- 2018 — «AK-47»
- 2018 — «Skibidi»
- 2019 — «Skibidi» (Romantic Edition)
- 2019 — «I'M OK»
- 2019 — «Rock-Paper-Scissors»
- 2019 — «GO BANANAS»
- 2020 — «Uno».
- 2020 — «Hypnodancer»
- 2020 — «TACOS»
- 2022 — «Generation Cancellation»
- 2023 — «Pendejo»

#### Участь в релізах
- 2015 — Darktek — «Russia B****»[28]
- 2017 — Tatarka — «U Can Take»[29]

- 2017 — Eskimo Callboy — «Nightlife»[30]

#### Саундтреки
- 2016 — Танці. 3 сезон. Офіційний саундтрек.

## Нагороди

#### Відфест 2015
- Лауреат у номінації «Лайк за музику»

#### Відфест 2016
- Лауреат у номінації «Лайк за пісню» — «Big Dick»

#### Alfa Future Awards 2016
- 89 місце у рейтингу «ALFA FUTURE RATING 2016»

#### Berlin Music Video Awards 2016
- Переможець в категорії «Most Trashy» — кліп «Big Dick»
- Лауреат у номінації «Best Performer» — кліп «Give Me Your Money»

#### Global Film Festival Awards 2018
- Переможець в категорії «Best Music Video» — кліп «LollyBomb»